# Trichosea androtropa
Trichosea androtropa är en fjärilsart som beskrevs av Felix Bryk 1948. Trichosea androtropa ingår i släktet Trichosea och familjen Pantheidae. Inga underarter finns listade i Catalogue of Life.